# Орден Хашимитской звезды
Орден Хашимитской звезды (араб. وسام النجمة الهاشمية‎)  — государственная награда Королевства Иордания.

## История
В 1970 году Иорданская армия начала боевые действия против членов Организации освобождения Палестины, которые после Шестидневной войны с Израилем организовали на территории Иордании опорную базу, установив на подконтрольной себе территории свои порядки и занимаясь террором против Израиля, США и Иордании.
Для поддержания боевого духа среди военнослужащих была необходима особая награда. В 1971 году король Иордании Хусейн учреждает орден Хашимитской звезды, предназначенный для награждения за проявленные акты героизма и доблести.
Орден учреждался в одном классе и занимал в наградной системе Иордании место после ордена Возрождения.

## Описание
Знак ордена – золотая семиконечная звезда белой эмали с золотыми шариками на концах, наложенная на золотой лавровый венок, ограниченный снизу золотой лентой с надписью красной эмалью на арабском языке. В центре звезды круглый медальон красной эмали с фигурной семигранной каймой зелёной эмали. В медальоне накладной золотой погрудный вполоборота портрет короля Хусейна. Венчает звезду золотая иорданская королевская корона, к которой крепится кольцо. При помощи кольца знак ордена крепится к нагрудной колодке обтянутой красной муаровой лентой, ограниченной снизу золотой планкой с семиконечной звёздочкой и пучками лавровых листьев. Сверху, на ленту крепится накладка в виде золотой сабли.
Орден носится на левой стороне груди.
В инсигнии ордена входит миниатюра и орденская планка, обтянутая орденской лентой с накладкой в виде золотой семиконечной звёздочки.